# Rio de Ca' Michiel
Le rio Ca' Michiel est un canal de Venise dans le sestiere de San Marco. 

## Toponymie
Le nom du rio vient de la Ca'Michiel (Casa Tornelli) qu'il longe.

## Description
Le rio Ca' Michiel a une longueur d'environ 100 mètres. Il part du Grand Canal entre le Ca' Michiel (Casa Tornelli) (à l'ouest) et le palais Querini Benzon (à l'est) vers le sud-sud-est.

Le rio passe sous le ponte Michiel sur la calle Pesaro avant de longer le palais Fortuny sur son flanc est et le palais Martinengo sur son flanc ouest.

### Rio de la Mandolina et degli Assassini
Le rio de Ca' Michiel se termine en cul-de-sac. 

Jadis le rio poursuivit son chemin par le rio de la Mandolina et le rio dei Assassini ou dei Sassini, avant d'atteindre le rio de San Luca. Ces deux rii ont été enfouis en 1791 donnant lieu au rio terà de la Mandola et rio terà degli Assassini. Jadis, le ponte de la Mandola (anciennement le ponte del Fruttarol) traversait le rio éponyme entre la calle del Spezier et la calle de la Mandola. Le nom de Mandola provenait de l'eau-de-vie à l'amande qui se vendait dans une malvasia (vinothèque) proche du pont. Il y avait également un pont sur le rio dei Sassini : le ponte dei Assassini qui fit traverser la Calle de la Verona et qui était catalogué comme coupe-gorge en des temps reculés.

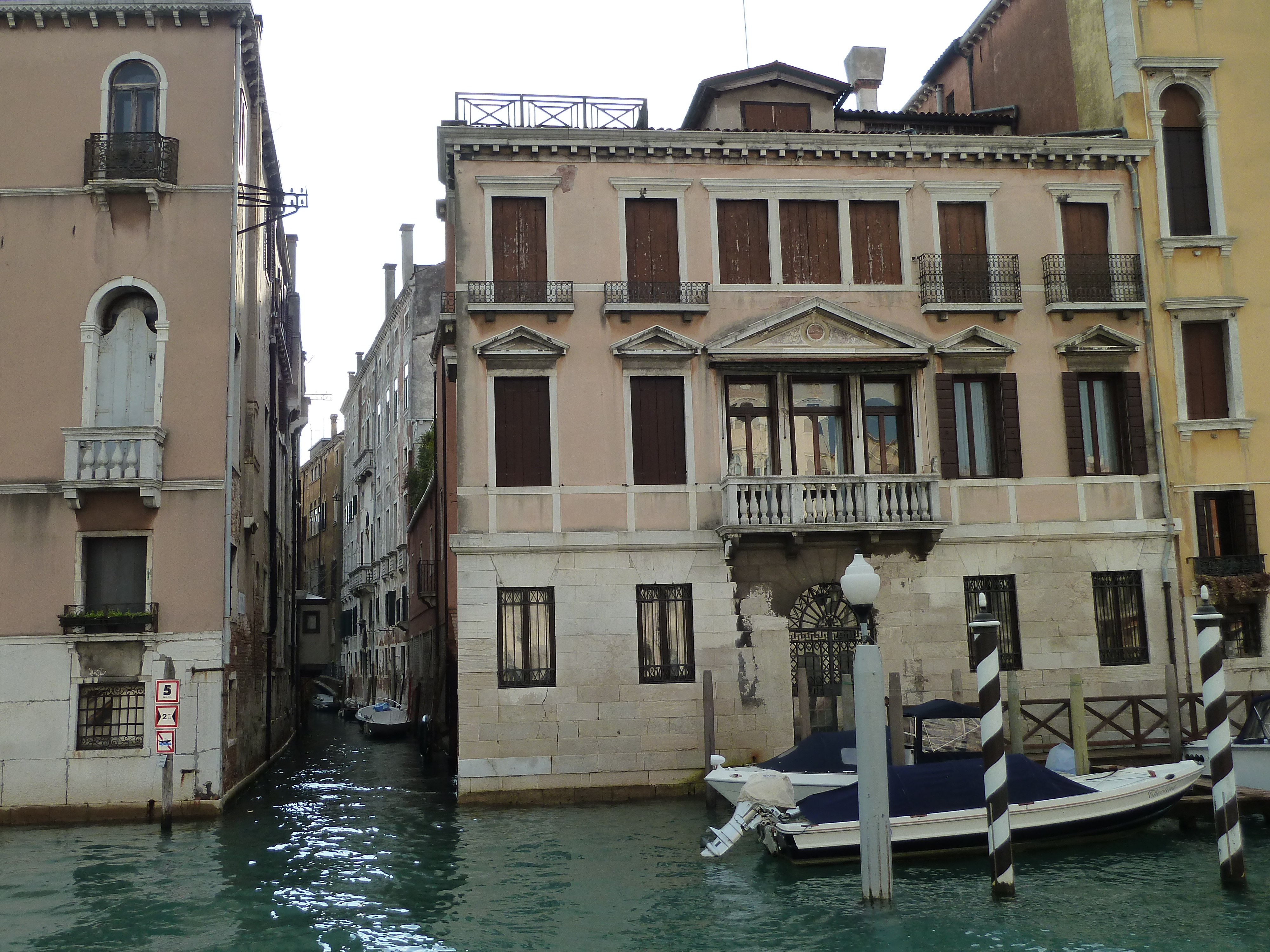
Embouchure du rio
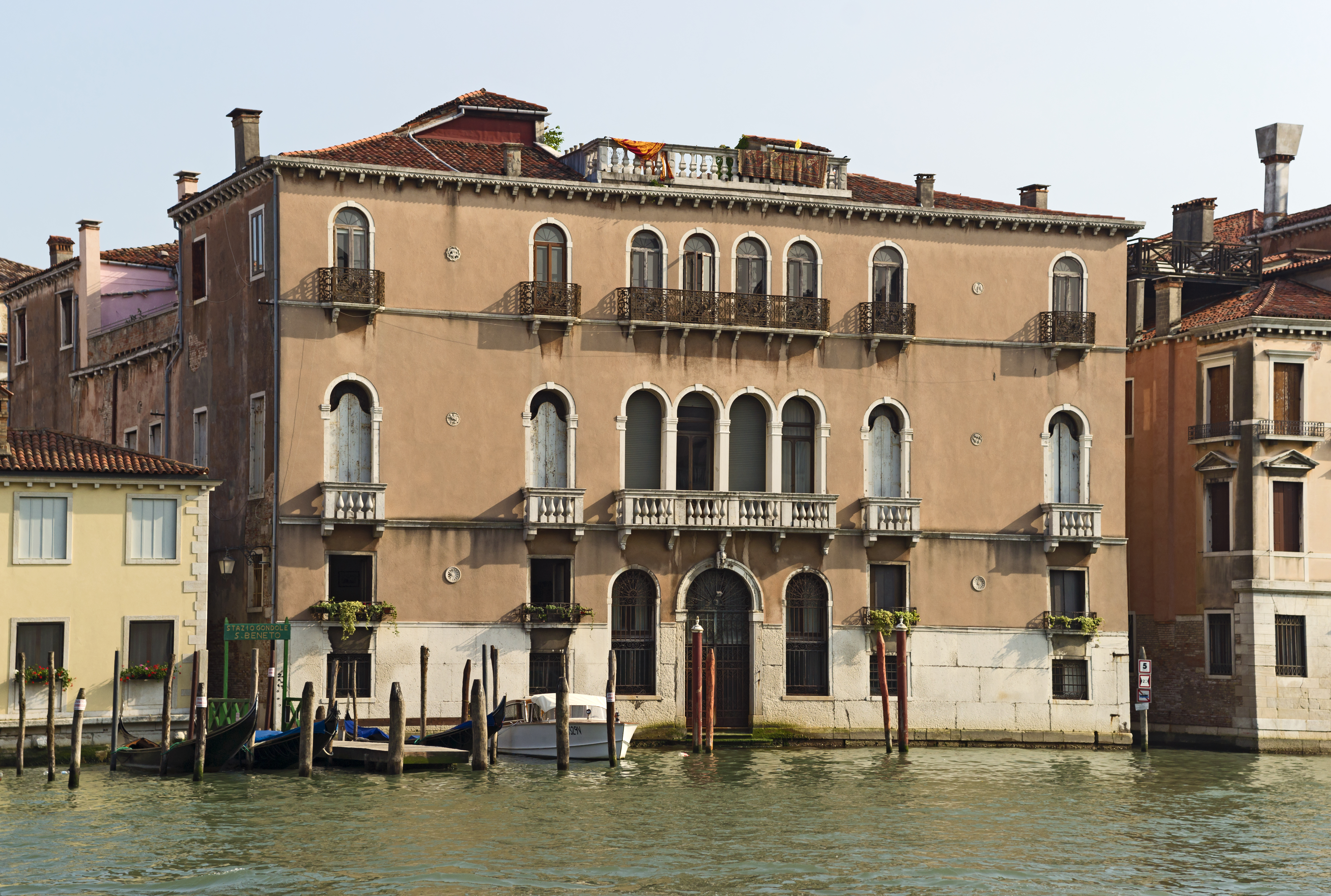
Le palais Querini Benzon et l'embouchure à droite
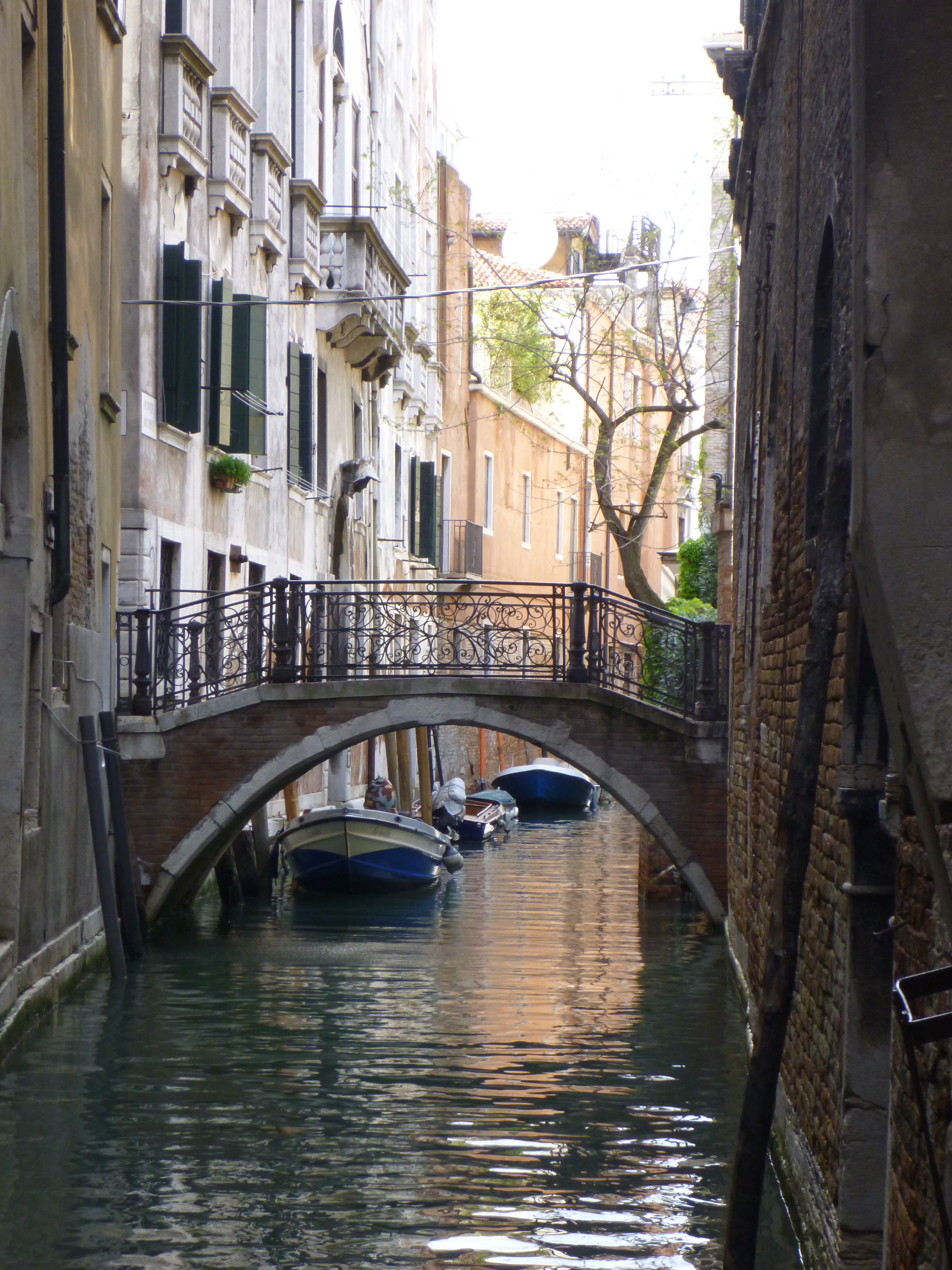
Le ponte Michiel sur le Calle Pesaro